# Henry Lee Lucas
Henry Lee Lucas (23. srpna 1936 – 12. března 2001) byl americký sériový vrah, který byl usvědčen z 11 vražd. Tvrdil, že spáchal mnoho vražd (krátce po svém zatčení mluvil o 60 vraždách, během soudu mluvil o 100 zabitých a mimo soud tvrdil, že spáchal dokonce 3000 vražd), ale později svá tvrzení popřel. Za vraždu neidentifikované ženy v Texasu dostal trest smrti, ale protože na základě dalších důkazů se v den vraždy nejspíše nacházel na Floridě, byl mu trest změněn na doživotí.
Zatímco byl Lucas proslaven tiskem jako „nejproduktivnější“ americký sériový vrah, on sám později svá přiznání popíral a v dopise vyšetřovateli Bradu Shelladyovi napsal prostou větu:„Nejsem sériový vrah.“ Lucas tvrdil, že se podílel asi na 600 vraždách, policejní skupina pověřená vyšetřováním Lucase udává jako „uvěřitelné“ číslo 350. Později byli tito vyšetřovatelé kritizováni mimo jiné i generálním prokurátorem Texasu Jimem Mattoxem za nedbalou práci a podíl na šíření „výmyslů“.
Během odvolání byla některá Lucasova přiznání označována mnohými kritiky, ale také orgány činnými v trestním řízení, jako nepřesná. Lucas tvrdil, že byl necháván nahý ve své cele se zapnutou klimatizací, že byl vyslýchán za použití donucovacích prostředků a že se později k vraždám přiznal, jen aby se tyto podmínky zlepšily. Amnesty International oznámila, že „dva bývalí státní zástupci věří, že v případě zločinu, pro který byl odsouzen k trestu smrti, je s největší pravděpodobností Lucas nevinný“.
V roce 1998 zmírnil guvernér Texasu George W. Bush Lucasův rozsudek trestu smrti na doživotní odnětí svobody. Byla to první úspěšná změna rozsudku trestu smrti v Texasu od jeho opětovného zavedení v roce 1982. Lucas zemřel ve vězení přirozenou smrtí. Dle slov spisovatelky Sarah L. Knoxové má Lucas pověst „jednoho z nejhorších sériových vrahů na světě – přestože texaský generální prokurátor vyvrátil většinu jeho doznání."

## Mládí
Henry Lee Lucas se narodil v Blacksburgu, Virginii jako nejmladší z devíti dětí. Jeho rodiče, Viola Dixon Waughn a Anderson Lucas, i s dětmi bydleli v jednopokojovém srubu. Lucas tvrdil, že on a jeho bratr byli svojí matkou pravidelně biti, často bez příčiny. Jednou dokonce prý strávil tři dny v kómatu poté, co ho matka uhodila dřevěným prknem. Často byl prý nucen se dívat na sexuální styky její matky s ostatními muži. Lucas také tvrdil, že ho matka často oblékala do dívčích šatů. To potvrdila i jeho sestra Almeda, která, dle svých slov, měla jednou dvě fotky Henryho jako batolete, na kterých měl dívčí oblečení. Lucas vyprávěl, že když jednou od svého strýce dostal jako dárek mezka, jeho matka ho zastřelila. Když bylo Lucasovi osm, dostal od svého učitele plyšového medvídka. Matka ho poté zbila za to, že přijímá charitu.
Když bylo Lucasovi 10 let, jeho bratr ho omylem píchl do levého oka. Matka zranění čtyři dny ignorovala, čímž se rozšířila infekce a Lucas nakonec musel dostat skleněné oko. Lucas byl kvůli skleněnému oku šikanován svými vrstevníky a toto sociální vyloučení později podle něj vedlo k jeho nesnášenlivosti vůči lidem obecně.
V prosinci roku 1949 zemřel Lucasův otec na podchlazení, když šel opilý domů a zkolaboval během blizardu. Nedlouho poté byl Lucas vyloučen ze školy, utekl z domova a toulal se po Virginii. Lucas tvrdil, že svou první vraždu spáchal v roce 1951, kdy uškrtil 19letou Lauru Burnsleyovou. Důvodem bylo její odmítnutí sexuálních návrhů. Stejně jako u většiny svých přiznání i toto později popřel. 10. června 1954 byl Lucas obviněn z více než 12 případů krádeží v Richmondu ve Virginii a okolí a byl odsouzen ke čtyřem letům vězení. V roce 1957 uprchl, ale byl chycen za tři dny. Propuštěn byl 2. září 1959.
Na konci roku 1959 Lucas odcestoval do Tecumsehu v Michiganu, aby žil se svojí nevlastní sestrou Opal. Někdy v tomto období byl Lucas zasnouben s jednou ženou, se kterou si dopisoval během výkonu trestu. Když Lucase na Vánoce navštívila jeho matka, nesouhlasila se zasnoubením a trvala na tom, aby se Lucas vrátil zpět do Blacksburgu. On to odmítal a neustále se hádali o nadcházející svatbě.

## První známá vražda
11. ledna 1960 se Lucas u své nevlastní sestry ve městě Tecumseh v Michiganu pohádal se svojí matkou ohledně toho, že by se měl vrátit domů a starat se o ní ve stáří. Lucas tvrdil, že ho matka uhodila do hlavy koštětem, on ji poté udeřil do krku, ona upadla a on utekl. Dle jedné ze svých výpovědí se ji snažil zvednout a až poté si uvědomil, že ji také bodl svým nožem. Když se později vrátila domů Lucasova nevlastní sestra, nalezla Lucasovu matku v kaluži krve, ale ještě živou. Zavolala tedy ambulanci, ale již bylo pozdě. Podle policejní zprávy oběť zemřela na infarkt způsobený útokem. Lucas se vrátil do Virginie, poté se prý rozhodl vrátit zpět do Michiganu, ale na základě vydaného zatykače byl zadržen v Ohiu.
Lucas tvrdil, že na svou matku zaútočil v sebeobraně, ale toto tvrzení bylo soudem odmítnuto a byl odsouzen k trestu odnětí svobody v délce 20 až 40 let pro vraždu druhého stupně. Po 10 letech strávených ve vězení byl v roce 1970 propuštěn z důvodu přeplněnosti věznice.

## Tulák
Lucas se poté potuloval po jihu Spojených států a často střídal zaměstnání. Na Floridě se v roce 1976 seznámil s Ottisem Toolem a jeho neteří Friedou Powellovou. Lucas i Toole oslovovali Friedu „Becky“, za prvé proto, aby zamaskovali její totožnost, za druhé protože to měla raději než své pravé jméno. V roce 1978 započali Lucas s Toolem, později ve dvojici nazývaní jako „homosexuální tým zločinců“, se sérií vražd napříč Spojenými státy. Lucas později tvrdil, že v tomto období zabil stovky lidí a že při 108 činech mu pomáhal Toole. Všichni tři se nakonec usadili ve Stoneburgu v Texasu, kde se dostali do komunity věřících s názvem „Dům modlících“. Předseda komunity, Ruben Moore, našel Lucasovi práci pokrývače a nechal jej spolu s Becky bydlet v malém bytě, který patřil komunitě.
Becky se začalo stýskat po domově a Lucas jí slíbil, že se s ní vrátí na Floridu. Lucas vypověděl, že se spolu pohádali na odpočívadle v Bowie v Texasu a že Becky poté odjela s jedním řidičem kamiónu. Toto tvrzení u soudu potvrdila i servírka ze zmíněného odpočívadla. Lucas prý poté spáchal mnoho vražd spolu s Toolem.

## „Zpráva k případu Lucas“ – přiznání a kontroverze
11. června 1983 byl Lucas zatčen texaským rangerem Philem Ryanem. Byl obviněn z vraždy 82leté Kate Richové z Ringgoldu v Texasu a později také z vraždy Friedy „Becky“ Powellové. Lucas tvrdil, že ho policisté svlékli do naha, odmítli mu dát cigarety a povlečení na postel, nechali ho v chladné cele a znemožnili mu kontakt s advokátem. Po čtyřech dnech tohoto zacházení se Lucas rozhodl přiznat se, aby si vylepšil podmínky. Přiznal se k vraždám, ale zároveň policii oznámil, že je nemůže zavést k tělům obětí. Své přiznání zakončil ručně psaným dodatkem, ve kterém píše (špatnou angličtinou): „Stále nemohu nikoho kontaktovat, jsem tu sám a pořád nemůžu mluvit s právníkem, nemám žádná práva, tak co mám dělat, abych vás o tom přesvědčil.“ Poté, co bylo Lucasovi konečně povoleno setkání s právním zástupcem, popsal tento obhájce Lucasovy podmínky v cele jako „nehumánní“ a „zaměřené pouze na to, aby se obviněný přiznal, nehledě na jeho vinu či nevinu“.
Forenzní důkazy v obou zmíněných případech byly označovány za nepřesvědčivé. Jediný kousek kosti získaný z kamen byl označen za část těla Kate Richové a druhá, téměř celá kostra, pouze zhruba odpovídala věku a mírám „Becky“ Powellové. Vyšetřovatel Shellady ale oznámil, že koroner „téměř“ identifikoval obě těla. Stejně jako u většiny svých údajných zločinů se k těmto dvěma vraždám Lucas přiznal, aby mohl později svoji účast popírat. Přesto se obecně má za to, že vraždy Richové a Powellové spáchal. Lucas se při soudním přelíčení k vraždám doznal a mimo jiné uvedl, že „zabil více než sto dalších žen“. To bylo nečekané přiznání. Lucas později tvrdil, že byl zarmoucený, když byl podezříván v souvislosti se zmizením Powellové. Lucas řekl vyšetřovateli Shelladymu: „Jestliže chtějí, abych se přiznal k té (vraždě), kterou jsem nespáchal, tak se přiznám ke všemu.“ Tohoto prohlášení se rychle chytila média a Lucas, spolu se svými strážci z řad Texas Rangers, létal po státech za různými týmy vyšetřovatelů ve snaze objasnit nevyřešené případy vražd.
V listopadu 1983 byl Lucas přemístěn do věznice ve Williamson County v Texasu. Tam byl také vytvořen tým vyšetřovatelů, kteří měli za úkol objasnit celý případ. Lucas zde byl vyslýchán tehdejším šerifem Jimem Boutwellem. Ten byl spolu s Bobem Princem z Texas Rangers důležitou osobou sestaveného týmu. Shellady popsal tento tým jako „opravdový spolek nevyřešených vražd“. Díky Lucasovým přiznáním policie objasnila 213 do té doby nevyřešených vražd. Lucas oznámil, že se k vraždám přiznával pro vylepšení si svých podmínek ve vězení a že díky tomu se s ním zacházelo přednostně, což se u odsouzených stává jen zřídka. Vypadalo to, jakoby se lidé kolem Lucase jej snažili v jeho doznáních podporovat; například při převozech nebo ve vazbě Lucas často neměl želízka, mohl se svobodně procházet po věznici i policejních stanicích (dokonce prý znal i kódy na dveřích) a často byl brán do kaváren a restaurací. Později se přišlo na to, že šerif Boutwell a ostatní vyšetřovatelé soustavně poskytovali Lucasovi informace o nevyřešených vraždách, aby mohl později činit „věrohodná“ doznání. Lucas také během pobytu ve vězení přijímal různé „laskavosti“, které ostatní nedostávali. Jednou v Huntingtonu, v Západní Virginii, se Lucas přiznal k vraždě muže, jehož případ byl uzavřen jako sebevražda. Vdově poté byla vyplacena vysoká životní pojistka po mrtvém, která byla předtím kvůli spáchání sebevraždy pojištěncem zamítnuta.
Podle Texaského Rangera Phila Ryana si Lucas na své zacházení tak zvykl, že si začal diktovat podmínky a ostatní rangeři je plnili. Ryan také prohlásil, že si nebyl jistý pravdivostí většiny z Lucasových přiznání, že věří pouze dvěma z nich, a dále uvedl pro Houston Chronicle: „Nevsadil bych si na žádné jiné.“ Shellady prohlásil, že v zájmu získání přiznání od Lucase Ryan přišel s naprosto smyšlenými zločiny, ke kterým se měl Lucas případně také přiznat a že je to taktika použitá mimo jiné i vyšetřovatelkou Lindou Erwinovou z Dallasu. Ryan popsal způsob, jakým se Lucas typicky „přiznával“ k řadě nevyřešených vražd: když policejní složky podezřívaly Lucase a on připustil svou účast (jeho více než 3 000 přiznání dává tušit, že odmítal velmi zřídka), skupině vyšetřovatelů případu „Lucas“ dorazila složka s nevyřešeným případem. Lucas se dlouho vyptával na podrobnosti a někdy si prý i mohl číst policejní zprávy, ze kterých se dozvěděl okolnosti známé jen policii, což později používal při různých rozhovorech.
Ten samý článek v Houston Chronicle hovoří o výslechu Lucase Lindou Erwinovou poté, co se přiznal ke třinácti vraždám v Houstonu. Erwinová oznámila, že „když jsem se dozvěděla, že toho jsou celkově stovky a stovky (doznání), zdálo se mi to nemožné.“ Erwinová později uvedla, že stejně jako Ryan, i ona sestavila kompletně smyšlený případ. Použila fotografie z několika starých vyřešených případů a detaily si vymyslela. On tomu uvěřil a svým přiznáním, obsahujícím skutečnosti, které mu po kouskách předkládala, by prý mohl přesvědčit porotu, aby ho odsoudila. Erwinová připustila, že předkládání smyšleného případu jí nebylo příjemné, ale bylo to nutné k nastolení otázky o Lucasově důvěryhodnosti. Lucas nebyl obviněn ani z jednoho zločinu spáchaného v Dallasu, ke kterému se přiznal.
Lucasova doznání začala být postupně kritizována jako bizarní a nepravděpodobná. Tvrdil, že byl členem kanibalsko-satanistického kultu s názvem „Ruka Smrti“, že hrál ve snuff filmech, že zabil Jimmyho Hoffu (předák odborů) a že předal jed Jimovi Jonesovi v Jonestownu. V důsledku těchto a dalších podivných přiznání, a také kvůli referování o zvláštních metodách vyšetřování týmu „Lucas“, vydala v roce 1986 generální prokuratura v Texasu studii (někdy nazývanou „Zpráva k případu Lucas“). Převážná část zprávy se zabývala podrobným harmonogramem zločinů, ke kterým se Lucas přiznal. Zpráva srovnávala Lucasova tvrzení se spolehlivými a ověřenými informacemi o jeho pobytu; tvrzení se velmi často neshodovala, což zpochybnilo Lucasovu účast na většině zločinů. Generální prokurátor Jim Mattox napsal, že „když se Lucas postupně doznával ke stovkám vražd, ti, kteří jej měli na starosti, neudělali nic proti šíření těchto výmyslů“ a „získali jsme informace, které nás vedou k přesvědčení, že někteří vyšetřovatelé „vyřešili“ případy jen aby je vyřadili z databáze.“

## Vražda „Oranžové ponožky“
Nakonec byl Lucas odsouzen pro 11 vražd. Byl odsouzen k smrti pro vraždu neidentifikované ženy, přezdívané jako „Oranžová ponožka“ - oranžové ponožky bylo jediné, co měla na sobě při nalezení jejího těla na svátek Halloween v roce 1979 ve Williamson County v Texasu.
Dan Morales, nástupce Mattoxe v úřadu generálního prokurátora státu Texas se nechal slyšet, že je velmi nepravděpodobné, že vraždu „Oranžové ponožky“ spáchal Lucas. Také byl k výsledkům „Zprávy k případu Lucas“ zpočátku skeptický, ale později obsažené závěry obecně uznával.
Cecil Kuykendall, prokurátor ve Williamson County, také považoval Lucase za nevinného v případu vraždy „Oranžové ponožky“. Dle jeho názoru Lucasovo přiznání odklonilo pozornost od mnohem více pravděpodobného podezřelého a dále poukázal na důkazy prokazující, že v době spáchání vraždy byl Lucas na Floridě a pracoval jako pokrývač. Dle zprávy organizace Amnesty International Mattox prohlásil, že v době spáchání vraždy „Oranžové ponožky“, zde byly „pracovní záznamy, proplacené šeky, prostě všechny informace poukazující na to, že Lucas byl jinde. Nenašli jsme nic, co by ho spojovalo s činem, ke kterému se přiznal a za který byl odsouzen.“ Kancelář generálního prokurátora se rozhodla nezasahovat, jelikož si byli jistí, že odvolací soud rozsudek zruší.
Lucas řekl Shelladymu, že se k vraždě přiznal ve snaze dospět k „legální sebevraždě“, že „chtěl prostě zemřít“. Dle Shelladyho Lucas vyjadřoval „hluboký smutek a lítost“ nad svými smyšlenými doznáními, kdy „netušil, jací jsou podvodníci (texaští vyšetřovatelé), dokud nebylo příliš pozdě.“ Článek v Houston Chronicle uvádí, že Lucas vysvětloval své motivy k „hromadnému doznávání“ různě: že si chtěl zlepšit podmínky vazby, že chtěl zmást policii, nebo že se cítil provinile za vraždy „Becky“ a seniorky Richové.
K celkovému zmatku nicméně významně přispěl sklon Lucase k učinění doznání, následné popření tohoto tvrzení a poté učinění více doznání než předtím. Mattox, poučený z množství Lucasových falešných doznání, prohlásil v roce 1999 k případu Rafael Resendez-Ramirez, „doufám, že mu nebudou přisuzovat všechny zločiny, které se staly v blízkosti železniční trati.“
V roce 2019 byla neznámá žena, přezdívaná jako „Oranžová ponožka“ identifikována jako třiadvacetiletá Debra Jacksonová.

## Shovívavost a smrt
Ottis Toole, předpokládaný důvěrný přítel Lucase, zemřel na cirhózu jater 15. září 1996. Odpykával si doživotní vězení na Floridě. V roce 1998 Úřad pro udělování milostí a podmínečných propuštění v Texasu změnil, v souladu s žádostí guvernéra George W. Bushe, rozsudek trestu smrti pro Lucase na doživotní vězení. To byla první změna tohoto druhu v Texasu od znovuzavedení trestu smrti v tomto státě v roce 1976. Druhým případem byla změna rozsudku pro Kennetha Fostera v roce 2007. Lucas zemřel ve vězení dne 12. března 2001 na zástavu srdce. Bylo mu 64 let.

## Různé názory
Lucas byl diagnostikován jako psychopat. Některé úřady a zúčastněné strany stále věří v jeho vinu v řadě vražd, nehledě na jeho pozdější popírání svých tvrzení a celkově kontroverznímu způsobu přiznávání. Jim Lawson, vyšetřovatel šerifa ve Scotts Bluff County v Nebrasce, v roce 1984 vyslýchal Lucase v případu nevyřešené vraždy učitelky Stelly McLeanové. Lawson tvrdí, že kladl Lucasovi i klamné otázky, ale i přesto Lucas nabídl přesvědčivé svědectví podporující jeho doznání k vraždě.
Komisař Státního úřadu Texas, v té době kandidující na pozici guvernéra státu Texas, Garry Mauro, prohlásil: „Nemám pochyby o tom, že Henry Lee Lucas si za vraždy, ke kterým se přiznal, zaslouží trest smrti.“
Článek v Houston Chronicle zmiňuje mimo jiné Harolda Murphyho z Marianny na Floridě, který zůstal přesvědčen o tom, že Lucas v roce 1981 zabil jeho dceru Jerilyn.
Dle zmíněného článku v Houston Chronicle příslušník Texas Rangers Phil Ryan, přestože tvrdě kritizoval vyšetřovací tým „Lucas“ pro jejich zvláštní metody a současně odmítá drtivou většinu Lucasových doznání, pokládá Lucase za hlavního podezřelého ve dvou případech (vraždy „Becky“ a Kate Richové) a myslí si, že Lucas „nanejvýš … spáchal 15 vražd“. To je stále dosti vysoký počet, aby byl Lucas dle pravidel FBI označován za sériového vraha, ale je to mnohem méně případů, než jím samotným přiznaných. Eric W. Hickey se odkazuje na slova neznámého vyšetřovatele, který Lucase několikrát vyslýchal a který tvrdí, že Lucas pravděpodobně zabil asi 40 lidí.

## Odraz v kultuře
- V roce 1986 byl na motivy Lucasových zločinů a dalších doznání natočen film Henry: Portrét masového vraha. V roli Henryho L. Lucase se představil Michael Rooker.[26]
- Skladba Portrait of Henry na albu Nemesis z roku 1997 groovemetalové kapely Grip Inc. je o Henrym Lee Lucasovi.[27]